# باکاربارا
باکاربارا (به لاتین: Bakharpara) یک منطقهٔ مسکونی در بنگلادش است که در ناحیه چاندپور واقع شده‌است.